# Contentieux territoriaux du Japon
Le Japon est actuellement engagé dans plusieurs contentieux territoriaux avec des pays voisins, notamment la Russie, la Corée du Sud, la Corée du Nord, la République populaire de Chine et la République de Chine.

## Îles Kouriles
Les îles Kouriles sont un archipel qui s'étend de l'île japonaise d'Hokkaido à la péninsule russe du Kamtchatka. Les Kouriles et l'île voisine de Sakhaline ont changé de mains plusieurs fois depuis que le traité de Shimoda de 1855 a défini pour la première fois la frontière entre l'empire russe et l'empire du Japon ; en vertu de ce traité, la frontière dans les Kouriles a été délimitée comme la ligne entre Itouroup et Ouroup. Le reste des îles Kouriles passa sous la domination japonaise après le traité de Saint-Pétersbourg de 1875 et la fin de la guerre russo-japonaise en 1905. Ils resteront sous la domination japonaise jusqu'à la fin de la Seconde Guerre mondiale, lorsque l'Union soviétique annexa les îles à la suite d'une opération militaire qui a eu lieu pendant et après la capitulation du Japon. Ce territoire est revenu à la Russie lors de la dislocation de l'URSS.
Malgré l'annexion soviétique, le Japon continue de revendiquer les îles les plus méridionales comme les Territoires du Nord, comprenant Itouroup, Kounachir, Chikotan et les îles Habomai. Cette affirmation est fondée sur des ambiguïtés dans plusieurs documents et déclarations faites pendant et après la Seconde Guerre mondiale. La conférence de Yalta, signé par les États-Unis, le Royaume-Uni et l'Union soviétique en février 1945, déclarait qu'en échange de la déclaration de guerre au Japon, l'Union soviétique recevrait plusieurs territoires, dont les îles Kouriles. Cependant, la dernière déclaration de Potsdam, qui prévoyait la reddition inconditionnelle du Japon, ne mentionnait pas les Kouriles, se référant plutôt à la déclaration du Caire lors de la conférence du Caire de 1943 par les États-Unis, le Royaume-Uni et la République de Chine. Le traité de San Francisco en 1951 força le Japon à renoncer à ses revendications sur les îles Kouriles, mais comme l'Union soviétique a refusé de signer le traité, les États-Unis considèrent toujours les Kouriles comme un territoire japonais sous contrôle russe. En outre, le Japon affirme que les Territoires du Nord ne font pas partie des îles Kouriles et faisaient officiellement partie du Japon depuis le traité de Shimoda jusqu'à la fin de la Seconde Guerre mondiale, et devraient donc être comptés comme territoire japonais selon la déclaration de Potsdam lors de la conférence de Potsdam,. En réponse, la Russie allègue que la conférence de Yalta a explicitement autorisé l'annexion de tout l'archipel.
Le différend sur les îles Kouriles a été l'une des principales raisons pour lesquelles les Soviétiques n'ont pas signé le traité de San Francisco, et l'état de guerre entre les deux nations a persisté jusqu'à la déclaration commune soviéto-japonaise de 1956, dans laquelle le Japon a accepté de renoncer leurs revendications à Iturup et Kunashir en échange du retour des Soviétiques à Shikotan et aux îles Habomai. Cependant, en raison de l'intervention américaine, les négociations qui ont conduit à la déclaration conjointe n'ont pas pu résoudre le différend et, à ce jour, aucun traité de paix formel n'a été signé entre le Japon et la Russie, l'État successeur de l'Union soviétique,. L'offre de scinder les territoires contestés a été réitérée par le gouvernement russe, et les dirigeants des deux pays se sont rencontrés à plusieurs reprises pour discuter d'une solution au différend.

## Okinotori-shima
Okinotori-shima est un atoll inhabité de la mer des Philippines. Découvert par les explorateurs européens, Okinotori-shima est resté non réclamé jusqu'à ce que les Japonais arrivent sur le territoire en 1931, l'atoll devenant le point le plus au sud du Japon. Le Japon prétend qu'Okinotori-shima est un îlot et revendique en conséquence une grande zone économique exclusive (ZEE) autour de l'île en vertu de la Convention des Nations unies sur le droit de la mer (CNUDM). Cependant, cette classification a été contestée par la Chine, Taïwan et la Corée du Sud, qui soutiennent qu'Okinotori-shima ne répond pas aux critères de la CNUDM pour qu'un îlot puisse supporter une habitation humaine et que le Japon ne peut donc pas revendiquer une ZEE autour de l'atoll stratégiquement situé,. Pour maintenir ses affirmations, le Japon a dépensé plus de 600 millions de dollars américains pour construire des postes d'observation et renforcer l'atoll contre l'érosion et les dommages causés par les typhons, et a également cultivé du corail dans la zone dans le but de transformer lentement les récifs en îles.

## Îles Senkaku
Les îles Senkaku, également connues sous le nom d'îles Diaoyu en République populaire de Chine (RPC) et les îles Diaoyutai ou Tiaoyutai en République de Chine (Taiwan), sont un groupe de cinq îles inhabitées situées dans la mer de Chine orientale. L'Empire du Japon a revendiqué les îles pour la première fois en 1895 pendant la première guerre sino-japonaise, plaçant les îles sous l'administration d'Okinawa ; ils avaient refusé une occasion précédente de le faire en 1885 de peur de provoquer un conflit avec l'Empire Qing. Après la fin de la Seconde Guerre mondiale, les îles Senkaku, ainsi que le reste d'Okinawa, ont été administrées par les États-Unis jusqu'en 1972, date à laquelle elles ont été rendues au Japon après l'Accord de réversion d'Okinawa de 1971 .
Ni la RPC ni la ROC n'ont contesté la domination japonaise et américaine sur les îles Senkaku jusqu'au début des années 1970, probablement en raison de la découverte de réserves de pétrole potentielles dans la région en 1968. Les deux revendications chinoises sont basées sur la connaissance et le contrôle des îles avant leur découverte japonaise en 1884 et leur acquisition par le Japon pendant la première guerre sino-japonaise, qui a finalement abouti à la cession de Formose voisine et des îles environnantes au Japon dans le traité de Shimonoseki ; les revendications chinoises incluent les îles Senkaku dans cette transaction et les incluent donc également dans le traité de San Francisco à la fin de la Seconde Guerre mondiale, qui a renvoyé Taiwan à la Chine. Les Japonais et les Américains contestent ces affirmations, déclarant qu'il n'y avait aucune preuve d'une présence chinoise sur les îles lorsque les Japonais les revendiquèrent en 1895, et qu'ils avaient été inclus dans l'administration des îles Ryukyu après la Seconde Guerre mondiale sans aucune objection par soit le gouvernement chinois. Les îles Senkaku ont connu de nombreux incidents entre les trois pays au centre du conflit depuis les années 1990.

## Rochers Liancourt
Les rochers Liancourt, connues sous le nom de Takeshima en japonais et de Dokdo ou Tokto en coréen, sont un groupe de deux petits îlots et rochers dans la mer du Japon. Les îles ont été incorporées pour la première fois par l'Empire du Japon en 1905 pendant la guerre russo-japonaise, affirmant que la terre était terra nullius. La victoire japonaise dans la guerre a abouti au traité d'Eulsa de 1905, faisant de l'Empire coréen un protectorat du Japon, et finalement l'annexion de la Corée cinq ans plus tard avec le traité d'annexion de la Corée de 1910. Après la fin de la Seconde Guerre mondiale et le traité de San Francisco en 1951, le Japon a été contraint de renoncer à sa revendication sur la Corée, bien que les rochers Liancourt n'aient pas été spécifiquement mentionnées dans le projet final, et en 1952, la Corée du Sud a commencé à développer les îlots après les revendiquant comme faisant partie d'une zone économique exclusive de 60 kilomètres dans les eaux du pays.
Le Japon a protesté contre la présence sud-coréenne sur les rochers Liancourt, affirmant qu'ils n'étaient pas inclus dans le territoire que le Japon a cédé dans le traité de San Francisco. Les revendications japonaises et coréennes sur les îles reposent toutes deux sur des documents historiques qui indiquent l'activité de chaque côté de la région; les Coréens affirment que des lieux historiques tels que Usan-guk (conquis par le royaume de Silla en 512), Usando et d'autres îles appartenant à diverses époques aux royaumes coréens sont les rochers Liancourt, tandis que les Japonais attribuent ces mentions à d'autres îles telles que Jukdo ou Ulleungdo et s'appuient sur des archives indiquant l'activité de pêche japonaise autour des îles à partir, au plus tard, de 1667. Les rochers sont hautement sécurisés par la Corée du Sud et constituent un sujet sensible entre les deux pays.
La Corée du Nord revendique également les rochers Liancourt, les deux nations coréennes revendiquant l'intégralité de la péninsule coréenne et d'autres territoires historiquement coréens. La Corée du Nord a utilisé la question comme un moyen de maintenir la tension entre le Japon et la Corée du Sud et d'améliorer ses propres relations avec la Corée du Sud.